# Gleichen (sächsisch-britisches Adelsgeschlecht)

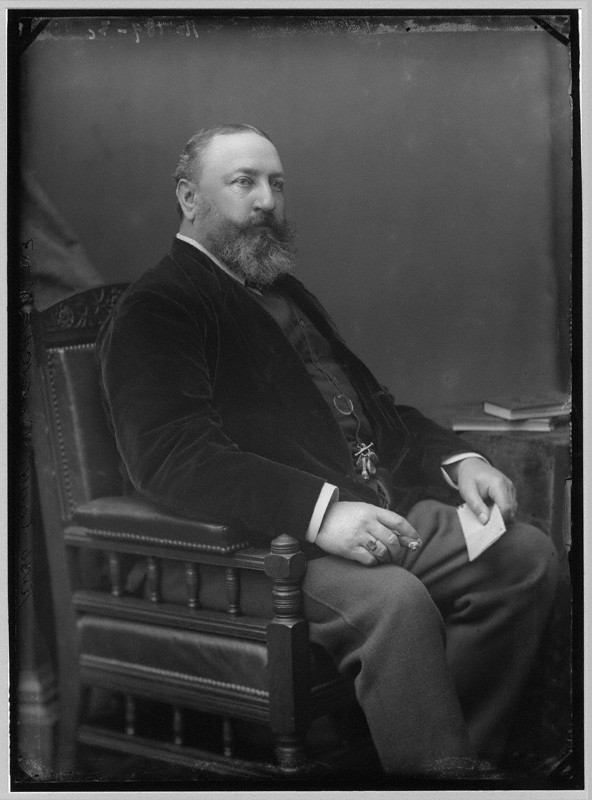
Viktor zu Hohenlohe-Langenburg, Begründer der sächsisch-britischen Familie Gleichen

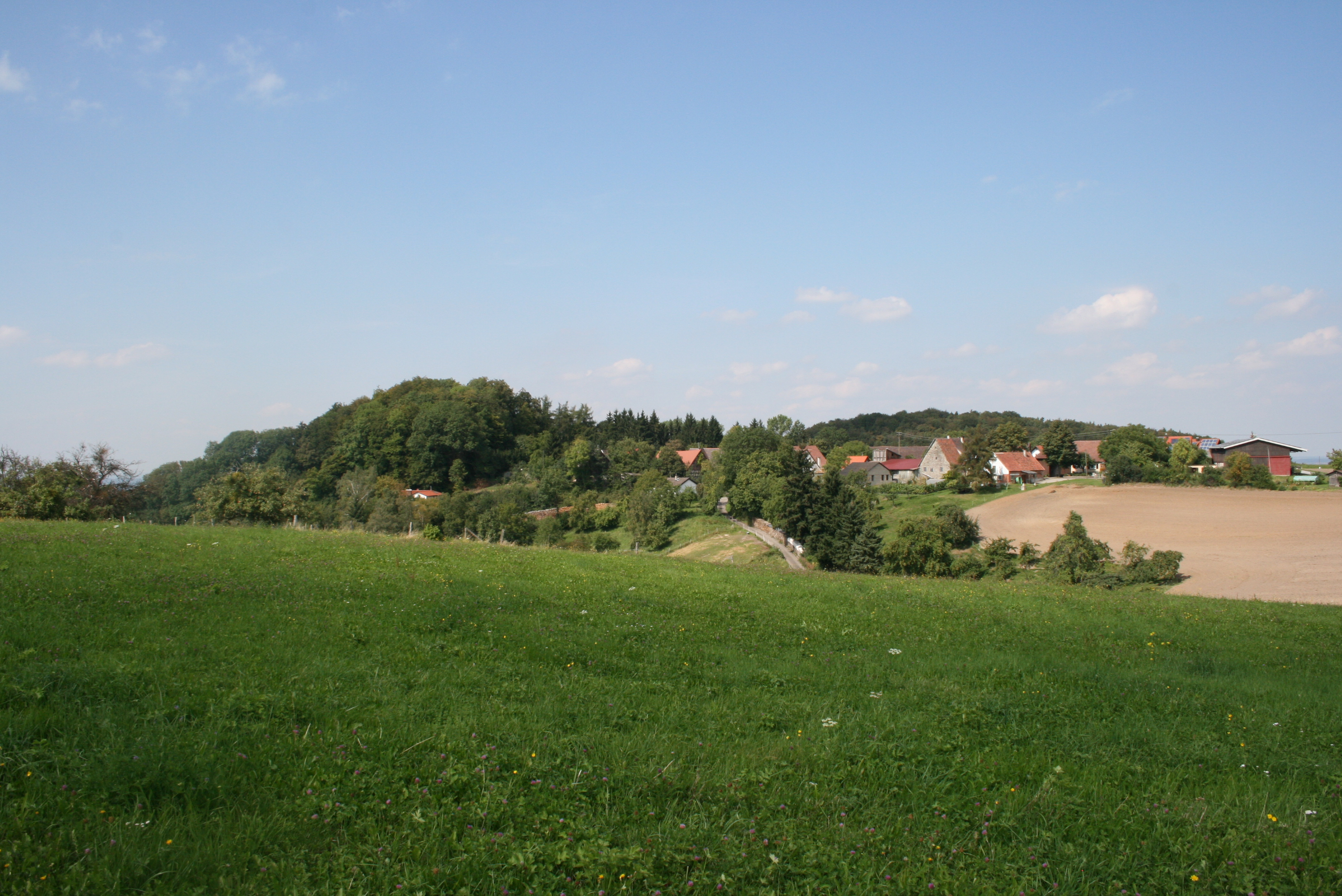
Der Burgberg (links) der einstigen Burg Gleichen im Hohenlohekreis (Baden-Württemberg), welche nicht als Namensgeberin des Geschlechtes diente

Das Haus Gleichen ist eine morganatische Seitenlinie des Hauses Hohenlohe, das 1861 durch die morganatische Ehe des deutsch-britischen Admirals Viktor zu Hohenlohe-Langenburg (1833–1891) begründet und durch den Herzog von Sachsen-Coburg und Gotha in den Grafenstand erhoben wurde. Das Geschlecht ist 1937 im Mannesstamm erloschen.

## Geschichte
Viktor zu Hohenlohe-Langenburg  (1833–1891) trat 1848 als Offizier in die Royal Navy ein. Am 24. Januar 1861 heiratete in London in morganatischer Ehe Laura Wilhelmina Seymour, die jüngere Tochter von Admiral Sir George Francis Seymour (1787–1870), unter dem er in den 1850er Jahren auf der HMS Cumberland gedient hatte. Kurz vor Eheschließung wurden seine künftige Frau und seine künftigen Nachkommen durch Herzog Ernst II. von Sachsen-Coburg und Gotha in Gotha zu Grafen und Gräfinnen von Gleichen erhoben. Als Namensgeberin diente dabei allerdings nicht die Burg Gleichen bei Pfedelbach im Hohenlohekreis (heute Baden-Württemberg). Sondern die Grafschaft Gleichen im heutigen Thüringen. 1621 schloss der letzte Graf von Gleichen einen Erbschaftsvertrag mit der Neuensteinischen Hauptlinie des Hauses Hohenlohe, so dass die Grafschaft nach seinem Tod 1631 an das Haus Hohenlohe fiel. Teilten sich anfangs verschiedene Linien die Herrschaft, gelangte 1861 die Grafschaft in den alleinigen Besitz des Hauses Hohenlohe-Langenburg. So führten die Fürsten von Hohenlohe-Langenburg bis in die 1930er-Jahre auch den Titel eines Grafen von Gleichen. 
Aus der Ehe stammten vier Kinder: 
- Fedora Georgina Maud Gleichen (1861–1922), Bildhauerin
- (Albert) Edward Wilfred Gleichen (1863–1937), Major-General der British Army, ⚭ Sylvia Gay Edwardes (1880–1942), Enkelin des William Edwardes, 3. Baron Kensington (1801–1872)
- Victoria Alice Leopoldine Ada Laura Gleichen (1868–1951), Sängerin, ⚭ 1905 Percy Wilfred Machell
- Helena Emily Gleichen (1873–1947), Malerin

## Titelführung
Viktor zu Hohenlohe-Langenburg nannte sich seit seiner Eheschließung ebenfalls Graf von Gleichen (bzw. im Vereinigten Königreich, in englischer Übersetzung, Count Gleichen). Nachdem der Bruder seiner Gattin 1870 den Titel 5. Marquess of Hertford geerbt hatte, erhielt diese am 7. Februar 1871 im Vereinigten Königreich den protokollarischen Rang der Tochter eines Marquess mit der Höflichkeitsanrede „Lady“. Viktor zu Hohenlohe-Langenburg  verwendete seinen deutschen Titel „Seine Durchlaucht Viktor Prinz zu Hohenlohe-Langenburg“ erst wieder, als seine Gattin am 15. Dezember 1885 von Königin Victoria das Recht erhielt, im British Empire den Prinzentitel ihres Gatten zu führen.
Die aus ihrer Ehe stammenden Kinder führten ebenfalls die Titel Graf bzw. Gräfin von Gleichen (bzw. im Vereinigten Königreich, in englischer Übersetzung, Count bzw. Countess Gleichen). Während  des Ersten Weltkriegs verzichteten sie 1917 auf ihre deutschen Titel und erhielten im Gegenzug den protokollarischen Rang von Kindern eines Marquess mit der Höflichkeitsanrede „Lord“ bzw. „Lady“.
Da Major-General Lord (Albert) Edward Wilfred Gleichen (1863–1937) und seine Ehefrau Sylvia keine Kinder hatten, ist das Geschlecht 1937 im Mannesstamm erloschen. Er liegt begraben am Holy Trinity Church Burial Ground, Forest Row, Sussex, England.